# تروي ارتشر
تروي ارتشر (بالإنجليزية: Troy Archer)‏ هو لاعب كرة قدم أمريكية أمريكي، ولد في 16 يناير 1955 في غلينديل في الولايات المتحدة، وتوفي في 22 يونيو 1979 في North Bergen, New Jersey ‏ في الولايات المتحدة بسبب حادث مرور.

## وصلات خارجية
- تروي ارتشر على موقع مرجع كرة القدم المحترفة.كوم (الإنجليزية)